# Affaire Iacono
L'affaire Iacono désigne en France une affaire pénale concernant des faits d'agression sexuelle sur mineur  censés s'être déroulés entre 1996 et 1998. L'affaire débouche sur deux condamnations en cour d'assises et sur l'acquittement devant la Cour de révision. 

## Les faits
Le 9 juillet 2000, le maire de Vence, Christian Iacono, est arrêté à la suite de l'accusation de viol de son petit-fils Gabriel Iacono agé de 9 ans. Le 12 juillet, cet ancien médecin radiologue né à Constantine, est mis en examen pour viol sur mineur et écroué à la maison d'arrêt de Grasse. Incarcéré à titre provisoire pendant trois mois, il est placé en liberté conditionnelle, perd les élections municipales en mars 2001 mais est réélu maire en mars 2008. L'affaire se prolonge durant onze années entre des conflits familiaux et des divergences entre témoignages et expertises judiciaires, créant une impasse judiciaire marquée par l'absence de preuves tangibles. Condamné à deux reprises et après avoir subi seize mois de détention provisoire entre juillet 2000 et avril 2012, il se pourvoit en cassation le 23 février 2011. Trois mois plus tard, son petit-fils, désormais adulte, rétracte ses accusations et explique ses mensonges par le besoin d'attirer l'attention de ses parents en instance de divorce. Christian Iacono est remis en liberté sous contrôle judiciaire le 5 avril 2012. Il obtient devant la Cour de révision l'annulation de sa condamnation à neuf ans de prison et est finalement acquitté le 27 mars 2015.

## Documentaires et série TV
- 2022 : L'affaire Iaconno : le mensonge Affaires sensibles [4]
- 2020 : Le Mensonge  mini-série télévisée en quatre épisodes de 52 minutes créée par Vincent Garenq, diffusée sur France 2[5]